# Nate
Nate (Нэйт, кор. 네이트 Нейтхы) — южнокорейский веб-портал, принадлежащий компании SK Communications.
На 2011 год это третья по популярности поисковая система в Южной Корее (после Naver и Daum). Ей пользуются 25 миллионов человек при населении страны немногим более 48 миллионов.